# Lioré et Olivier LeO H-23
Dimensions
Le Lioré et Olivier LeO H-23 était un hydravion français de l'entre-deux-guerres, conçu pour servir d'appareil de reconnaissance. Un seul avion de ce type fut construit.

## Conception
Le gouvernement français finança le développement de deux prototypes à la fin des années 1920, mais un seul fut terminé par la société Lioré et Olivier.

## Description
Le H-23 était un hydravion monoplan à aile hautes, dont la particularité était de posséder un moteur sur pylône permettant de le propulser à 200 km/h. L'appareil emportait trois membres d'équipage (deux pilotes et un observateur), et possédait une autonomie de 1000 kilomètres.

## Carrière opérationnelle
L'unique exemplaire construit à Argenteuil fit son vol d'essai au début du mois de juin 1930 sur l'aérodrome de Villacoublay, avec le pilote d'essais Maurice Bourdin aux commandes. Il donna satisfaction lors de son premier vol, notamment en termes de maniabilité. L'avion était pensé avant tout pour remplir des missions de surveillance côtière, d'observation ou de bombardement, étant capable d'emporter deux petites bombes ou torpilles de 75 kilos sous les ailes.
Par la suite, l'hydravion fut testé de nouveau, à Saint-Raphaël, et subit quelques modifications dans la structure de sa coque avant d'être transféré à Bizerte, en Tunisie française.
L'avion y subit un accident et s'écrasa après 83 heures de vol au total.